# Zespół Mauriaca
Zespół Mauriaca – zespół objawów spowodowany skrajną postacią niewyrównania cukrzycy typu 1 u dzieci (wynika z przewlekłego niedoinsulinowania), polegający na upośledzeniu wzrastania i organomegalii (spleno- i hepatomegalii). W związku z postępem w diagnostyce i leczeniu cukrzycy zespół ten obecnie jest znacznie rzadziej notowany. Zespół opisał Leonard Pierre Mauriac. 

## Objawy
- niedobór wzrostu
- zaburzenia dojrzewania płciowego
- hepatomegalia – tzw. wątroba akordeonowa
- splenomegalia
- otyłość.